# Vela ai Giochi della XVI Olimpiade - Star
La competizione della classe Star  di vela ai Giochi della XVI Olimpiade si è svolta nei giorni dal 26 novembre al 5 dicembre 1956 nella Baia di Port Phillip.

## Partecipanti
| Nazione          | Barca         | Equipaggio                                     |
| ---------------- | ------------- | ---------------------------------------------- |
| Argentina        | Covunco III   | Ovidio Lagos, Jorge Diego Brown                |
| Australia        | Naiad         | Robert French, Jack Downey                     |
| Bahamas          | Gem IV        | Durward Knowles, Sloan Farrington              |
| Canada           | Manana        | Eugene Pennell, George Parsons                 |
| Cuba             | Kurush IV     | Carlos de Cárdenas Culmell, Jorge de Cárdenas  |
| Francia          | Gam II        | Philippe Chancerel, Michel Parent              |
| Gran Bretagna    | Starlight III | Bruce Banks, Stanley Potter                    |
| Italia           | Merope III    | Agostino Straulino, Nicolò Rode                |
| Portogallo       | Faneca        | Duarte Manuel Bello, José Silva                |
| Stati Uniti      | Kathleen      | Herbert Williams, Lawrence Low                 |
| Thailandia       | Tichiboo      | Birabongse Bhanubandh, Luang Pradiyat Navayudh |
| Unione Sovietica | Tulilind      | Timir Pinegin, Fëdor Šutkov                    |

## Risultati
| Regata 1 26 novembre | Regata 1 26 novembre | Regata 1 26 novembre | Regata 1 26 novembre | Regata 2 27 novembre | Regata 2 27 novembre | Regata 2 27 novembre | Regata 2 27 novembre | Regata 3 28 novembre | Regata 3 28 novembre | Regata 3 28 novembre | Regata 3 28 novembre | Regata 4 30 novembre | Regata 4 30 novembre | Regata 4 30 novembre | Regata 4 30 novembre |
| Pos.                 | Nazione              | Tempo                | Punti                | Pos.                 | Nazione              | Tempo                | Punti                | Pos.                 | Nazione              | Tempo                | Punti                | Pos.                 | Nazione              | Tempo                | Punti                |
| -------------------- | -------------------- | -------------------- | -------------------- | -------------------- | -------------------- | -------------------- | -------------------- | -------------------- | -------------------- | -------------------- | -------------------- | -------------------- | -------------------- | -------------------- | -------------------- |
| 1                    | Kathleen             | 2:55:19              | 1180                 | 1                    | Faneca               | 3:10:57              | 1180                 | 1                    | Merope III           | 3:26:29              | 1180                 | 1                    | Kathleen             | 2:55:06              | 1180                 |
| 2                    | Gem IV               | 2:56:04              | 879                  | 2                    | Gem IV               | 3:11:24              | 879                  | 2                    | Kathleen             | 3:26:42              | 879                  | 2                    | Gem IV               | 2:56:50              | 879                  |
| 3                    | Merope III           | 2:57:40              | 703                  | 3                    | Gam II               | 3:14:41              | 703                  | 3                    | Faneca               | 3:26:57              | 703                  | 3                    | Merope III           | 3:03:55              | 703                  |
| 4                    | Kurush IV            | 3:00:57              | 578                  | 4                    | Starlight III        | 3:14:44              | 578                  | 4                    | Gam II               | 3:27:07              | 578                  | 4                    | Faneca               | 3:06:44              | 578                  |
| 5                    | Gam II               | 3:02:55              | 481                  | 5                    | Kathleen             | 3:15:08              | 481                  | 5                    | Gem IV               | 3:29:14              | 481                  | 5                    | Gam II               | 3:11:32              | 481                  |
| 6                    | Starlight III        | 3:03:21              | 402                  | 6                    | Covunco III          | 3:15:44              | 402                  | 6                    | Kurush IV            | 3:30:08              | 402                  | 6                    | Naiad                | 3:16:35              | 402                  |
| 7                    | Tulilind             | 3:03:48              | 335                  | 7                    | Manana               | 3:17:15              | 335                  | 7                    | Starlight III        | 3:32:10              | 335                  | 7                    | Tulilind             | 3:17:12              | 335                  |
| 8                    | Naiad                | 3:08:16              | 277                  | 8                    | Tulilind             | 3:17:40              | 277                  | 8                    | Tulilind             | 3:35:14              | 277                  | 8                    | Starlight III        | 3:25:41              | 277                  |
| 9                    | Covunco III          | 3:09:00              | 226                  | 9                    | Naiad                | 3:17:47              | 226                  | 9                    | Manana               | 3:35:23              | 226                  | 9                    | Covunco III          | DNF                  | 0                    |
| 10                   | Faneca               | 3:11:49              | 180                  | 10                   | Tichiboo             | 3:19:04              | 180                  | 10                   | Covunco III          | 3:37:59              | 180                  | 10                   | Manana               | DNF                  | 0                    |
| 11                   | Manana               | 3:13:34              | 139                  | 11                   | Kurush IV            | DQ                   | 0                    | 11                   | Tichiboo             | 3:40:02              | 139                  | 11                   | Kurush IV            | DNF                  | 0                    |
| 12                   | Tichiboo             | DNF                  | 0                    | 12                   | Merope III           | DQ                   | 0                    | 12                   | Naiad                | 3:40:17              | 101                  | 12                   | Tichiboo             | DNF                  | 0                    |

| Regata 5 3 dicembre | Regata 5 3 dicembre | Regata 5 3 dicembre | Regata 5 3 dicembre | Regata 6 4 dicembre | Regata 6 4 dicembre | Regata 6 4 dicembre | Regata 6 4 dicembre | Regata 7 5 dicembre | Regata 7 5 dicembre | Regata 7 5 dicembre | Regata 7 5 dicembre |
| Pos.                | Nazione             | Tempo               | Punti               | Pos.                | Nazione             | Tempo               | Punti               | Pos.                | Nazione             | Tempo               | Punti               |
| ------------------- | ------------------- | ------------------- | ------------------- | ------------------- | ------------------- | ------------------- | ------------------- | ------------------- | ------------------- | ------------------- | ------------------- |
| 1                   | Gem IV              | 3:03:59             | 1180                | 1                   | Merope III          | 3:23:02             | 1180                | 1                   | Merope III          | 3:01:38             | 1180                |
| 2                   | Kathleen            | 3:04:48             | 879                 | 2                   | Kathleen            | 3:23:15             | 879                 | 2                   | Kathleen            | 3:02:04             | 879                 |
| 3                   | Merope III          | 3:06:10             | 703                 | 3                   | Gem IV              | 3:23:20             | 703                 | 3                   | Gem IV              | 3:02:15             | 703                 |
| 4                   | Kurush IV           | 3:06:16             | 578                 | 4                   | Kurush IV           | 3:23:26             | 578                 | 4                   | Kurush IV           | 3:02:51             | 578                 |
| 5                   | Gam II              | 3:06:53             | 481                 | 5                   | Faneca              | 3:26:13             | 481                 | 5                   | Faneca              | 3:05:05             | 481                 |
| 6                   | Faneca              | 3:07:50             | 402                 | 6                   | Starlight III       | 3:27:15             | 402                 | 6                   | Gam II              | 3:05:18             | 402                 |
| 7                   | Starlight III       | 3:07:59             | 335                 | 7                   | Manana              | 3:29:50             | 335                 | 7                   | Starlight III       | 3:05:30             | 335                 |
| 8                   | Tulilind            | 3:09:24             | 277                 | 8                   | Tulilind            | 3:32:36             | 277                 | 8                   | Tulilind            | 3:07:31             | 277                 |
| 9                   | Covunco III         | 3:10:32             | 226                 | 9                   | Naiad               | 3:32:51             | 226                 | 9                   | Covunco III         | 3:09:57             | 226                 |
| 10                  | Manana              | 3:11:55             | 180                 | 10                  | Covunco III         | DNF                 | 0                   | 10                  | Manana              | 3:10:00             | 180                 |
| 11                  | Naiad               | 3:12:03             | 139                 | 11                  | Gam II              | DNF                 | 0                   | 11                  | Naiad               | 3:10:21             | 139                 |
| 12                  | Tichiboo            | DNF                 | 0                   | 12                  | Tichiboo            | DNF                 | 0                   | 12                  | Tichiboo            | 3:14:14             | 101                 |

## Classifica finale
| Pos.    | Nazione          | Barca         | Equipaggio                                     | Punti Totali | Punti ottenuti nelle regate | Punti ottenuti nelle regate | Punti ottenuti nelle regate | Punti ottenuti nelle regate | Punti ottenuti nelle regate | Punti ottenuti nelle regate | Punti ottenuti nelle regate |
| Pos.    | Nazione          | Barca         | Equipaggio                                     | Punti Totali | 1                           | 2                           | 3                           | 4                           | 5                           | 6                           | 7                           |
| ------- | ---------------- | ------------- | ---------------------------------------------- | ------------ | --------------------------- | --------------------------- | --------------------------- | --------------------------- | --------------------------- | --------------------------- | --------------------------- |
| Oro     | Stati Uniti      | Kathleen      | Herbert Williams, Lawrence Low                 | 5876         | 1180                        | 481                         | 879                         | 1180                        | 879                         | 879                         | 879                         |
| Argento | Italia           | Merope III    | Agostino Straulino, Nicolò Rode                | 5649         | 703                         | 0                           | 1180                        | 703                         | 703                         | 1180                        | 1180                        |
| Bronzo  | Bahamas          | Gem IV        | Durward Knowles, Sloan Farrington              | 5223         | 879                         | 879                         | 481                         | 879                         | 1180                        | 703                         | 703                         |
| 4       | Portogallo       | Faneca        | Duarte Manuel Bello, José Silva                | 3825         | 180                         | 1180                        | 703                         | 578                         | 402                         | 481                         | 481                         |
| 5       | Francia          | Gam II        | Philippe Chancerel, Michel Parent              | 3126         | 481                         | 703                         | 578                         | 481                         | 481                         | 0                           | 402                         |
| 6       | Cuba             | Kurush IV     | Carlos de Cárdenas Culmell, Jorge de Cárdenas  | 2714         | 578                         | 0                           | 402                         | 0                           | 578                         | 578                         | 578                         |
| 7       | Gran Bretagna    | Starlight III | Bruce Banks, Stanley Potter                    | 2387         | 402                         | 578                         | 335                         | 277                         | 335                         | 402                         | 335                         |
| 8       | Unione Sovietica | Tulilind      | Timir Pinegin, Fëdor Šutkov                    | 1778         | 335                         | 277                         | 277                         | 335                         | 277                         | 277                         | 277                         |
| 9       | Australia        | Naiad         | Robert French, Jack Downey                     | 1409         | 277                         | 226                         | 101                         | 402                         | 139                         | 226                         | 139                         |
| 10      | Canada           | Manana        | Eugene Pennell, George Parsons                 | 1395         | 139                         | 335                         | 226                         | 0                           | 180                         | 335                         | 180                         |
| 11      | Argentina        | Covunco III   | Ovidio Lagos, Jorge Diego Brown                | 1260         | 226                         | 402                         | 180                         | 0                           | 226                         | 0                           | 226                         |
| 12      | Thailandia       | Tichiboo      | Birabongse Bhanubandh, Luang Pradiyat Navayudh | 420          | 0                           | 180                         | 139                         | 0                           | 0                           | 0                           | 101                         |